# 內拉式行銷
內拉式行銷（英語：Inbound Marketing）或稱集客式行銷，是指企業將關於自身業務的內容上傳到部落格、影片分享網站等網絡社群中，以利消費者方便進入其網站瀏覽，並轉換成實際的採購行為。透過對相關數據的蒐集及分析，能達到持續改善企業銷售的流程與體驗的目的。
內拉式行銷有別於傳統型的外推式行銷的主動性、強迫性的行銷方式。